# Hipposideros inexpectatus
Hipposideros inexpectatus — є одним з видів кажанів родини Hipposideridae.

## Поширення
Країни поширення: Індонезія. Ймовірно, лаштує сідала в печерах.

## Загрози та охорона
Немає інформації про загрози цьому виду. Може проживати в охоронних районах.